# Armoriale delle famiglie italiane (Ta)
Questo è l'armoriale delle famiglie italiane il cui cognome inizia con le lettere Ta.

## Armi

### Tab
| Stemma | Casato e blasonatura |
| ------ | --- |
|        | Tabacchi (Mirandola) 3 piante di tabacco al naturale uscenti dalla troncatura poste in fascia sull'azzurro del troncato di azzurro e di oro - 4 sbarre di azzurro sull'oro - un'aquila al naturale coronata di oro su oro in capo (citato in LEOM) Troncato: nel primo d'azzurro, a tre ramoscelli di tabacco al naturale, ordinati in fascia e nodriti sulla troncatura; nel secondo d'oro, a quattro sbarre d'azzurro; col capo d'oro caricato da un'aquila al naturale, coronata d'oro (citato in SPRE) |
|        | Tabarelli de Fatis (Trento, Cavalese, Faver di Trento) cane rampante di nero su argento - 2 mezze aquile bicipiti addossate uscenti dalla partizione di argento su rosso (citato in LEOM) |
|        | Tabarrini (Volterra, Firenze) D'azzurro, al pino al naturale, fruttifero d'oro, nodrito su un monte di sei cime dello stesso, e attraversato al tronco da una freccia d'argento posta in banda; il monte sorgente dal terreno al naturale (citato in ASFI) monte a 6 cime di oro su terrazzo di verde uscente dalla punta cimato da un albero di pino al naturale fruttato di oro attraversato in banda da - una freccia di argento tutto su azzurro (citato in LEOM) |
|        | Tabassi (Abruzzo, Sulmona) Titolo: barone di Musellaro, nobile di Sulmona D'argento alla fascia accompagnata in capo da due draghi affrontati nascenti dalla fascia frammezzati da un quadrifoglio, lungamente stelato e fogliato, ed in punta da un quadrifoglio, il tutto di rosso (citato in PRTS) d'argento alla fascia sostenente due draghi affrontanti, frammezzati da un quadrifoglio gambuto e fogliato, la fascia accompagnata in punta da un quadrifoglio il tutto di rosso (citato in PRTS) fascia di rosso su argento - 2 grifi controrampanti nascenti dalla fascia di rosso inframezzati da un quadrifoglio dello stesso uscente dalla fascia - quadrifoglio di rosso in basso su argento (citato in LEOM) alias D'argento alla fascia di rosso, caricata delle lettere S.P.Q.R. maiuscole romane di nero accompagnata in capo da un rosaio di verde cimato da una rosa di rosso fiancheggiato da due draghi di verde uscenti ed affrontati ed in punta da un'altra rosa fogliata di rosso (citato in DAlena) |
|        | Tabatio (Torino) D'azzurro, alla banda d'argento, carica di tre rose di rosso, accompagnata da due stelle (6) d'oro, una in capo e una in punta Motto: Deo et principi (citato in SUBL) |
|        | Tabella (Abruzzo) D'azzurro, al capriolo d'oro accompagnato in capo da tre stelle di cinque raggi dello stesso poste in fascia (citato in DAlena) |
|        | Taburoni (Compiano) (la blasonatura non è stata ancora caricata) (citato in DAlena) |
|        | Tabusiis (la blasonatura non è stata ancora caricata) (citato in DAlena) |
|        | Tabusso o Tabussi (Chieri) Titolo: consignori di Vernone Di rosso, a tre pali d'oro, noderosi (citato in SUBL) alias Di rosso, a tre pali d'argento, noderosi (citato in SUBL) |

### Tac
| Stemma | Casato e blasonatura |
| ------ | --- |
|        | Tacca (Firenze) Di..., all'uomo selvatico di..., tenente con la sinistra per i capelli un putto nudo di... e con la destra una ferza di..., in atto di sferzare il putto (citato in ASFI) |
|        | Tacchi (Bergamo) leone rampante di azzurro coronato di oro su palo di oro su - controfasciato di azzurro e di oro (citato in LEOM) |
|        | Tacchi (Rovereto, Vicenza, Gazzo Padovano, Quinto Vicentino) facciata di chiesa al naturale su monte di verde uscente dalla punta su azzurro (citato in LEOM) |
|        | Tacchi (Cesena) (la blasonatura non è stata ancora caricata) (citato in BLCW) Immagine in Blasone Cesenate. |
|        | Tacchini (Arezzo, Firenze) Troncato: nel 1° d'oro, all'aquila dal volo spiegato di nero, coronata del campo; nel 2° d'azzurro, al castello turrito di due pezzi di rosso, aperto e finestrato del campo, e sormontato da una stella a otto punte d'oro, posta fra le due torri (citato in ASFI) aquila di nero coronata di oro sull'oro del troncato di oro e di azzurro - castello a 2 torri di rosso aperto e finestrato del campo accompagnato in alto da - stella (8 raggi) di oro tutto sull'azzurro (citato in LEOM)                                                  |
|        | Tacci (Tolentino, Roma, Senigallia, Sansepolcro, Mogliano, Macerata) croce di Malta di argento affiancata da - 2 stelle (5 raggi) di oro sul rosso del troncato di rosso e di mare - conchiglia di argento su mare fluttuoso di azzurro (citato in LEOM) |
|        | Taccini (Firenze) Di..., alla lettera maiuscola T di..., accompagnata in capo da una stella a otto punte di..., e in punta da un crescente montante di... (citato in ASFI) |
|        | Tacco (San Floriano del Collio, Gorizia) colomba della pace di argento su monte al naturale di verde uscente dalla punta su azzurro - 3 stelle (6 raggi) di oro poste 1,2 su azzurro (citato in LEOM) |
|        | Tacco (San Floriano del Collio, Gorizia) colomba della pace di argento su terrazzo di verde 3 stelle (6 raggi) di argento poste in fascia in alto su scudetto di rosso su - (San Floriano) busto di guerriero in maestà aureolato di oro con banderuola di rosso in destra su oro - 3 stelle (6 raggi) di argento poste 2,1 su nero (citato in LEOM) |
|        | Taccolini (Pistoia) Inquartato decussato: nel 1° e 4° di rosso, all'anelletto di verde ripieno d'oro; nel 2° e 3° d'azzurro, alla rosa di rosso (citato in ASFI) alias Inquartato decussato: nel 1° e 4° di rosso, all'anelletto di verde ripieno d'oro; nel 2° e 3° d'azzurro, alla rosa d'oro (citato in ASFI) alias Inquartato decussato: nel 1° e 4° di rosso, al bisante d'oro; nel 2° e 3° d'azzurro, alla rosa di rosso (citato in ASFI) alias Inquartato decussato: nel 1° e 4° di rosso, al bisante d'oro; nel 2° e 3° d'azzurro, alla rosa d'oro (citato in ASFI) |
|        | Taccone (Tortona) Di verde, al capo d'argento, carico di un leone passante di rosso (citato in SUBL) |
|        | Taccone (Alessandria) Di verde, al capo d'argento, carico di un leone passante di rosso (citato in SUBL) |
|        | Taccone (Monteleone, Sitizano, Tropea, Ionadi, Mileto, Napoli) d'azzurro alla fascia d'oro accompagnata da cinque stelle del medesimo, disposte in fascia tre in capo e due in punta (citato in Mango) e in PRTS) fascia di oro accompagnata da - 5 stelle (6 raggi) dello stesso poste in doppia fascia 3 in alto e 2 in basso tutto su azzurro (citato in LEOM) Motto: Fulgentia sidera tangit |
|        | Taccone Gallucci (Mileto) Partito: nel I d'azzurro alla fascia d'oro accompagnata da cinque stelle del medesimo, disposte in fascia tre in capo e due in punta; nel II d'azzurro al gallo al naturale poggiante su un monte di tre cime all'italiana, con un ramoscello uscente dal primo, sormontato da una cometa d'argento (6) ondeggiante in sbarra coda a destra (citato in Della vita e delle opere del Barone Nicola Taccone Gallucci) |
|        | Tacconi (Bologna) cigno al naturale testa rivolta verso il dorso tenente nel becco un sasso su monte a 3 cime di verde uscente dalla punta su oro - capo d'Angiò (citato in LEOM) |
|        | Tacconi (Bologna) 2 gemelle di oro in scaglione su azzurro - 3 palle dello stesso tra le due - lambello (4gocce) di rosso 3 gigli di oro su azzurro in alto - aquila di nero su oro in capo - scorpione di nero posto in palo su oro (citato in LEOM) |
|        | Tacconi (Bologna) uccello (avvoltoio) posto su sasso al naturale su monte a 3 cime di verde uscente dalla punta su oro tale sasso beccato dall'uccello - capo d'Angiò (citato in LEOM) |
|        | Tacconis o Tacconi o Taccone (Savigliano) Titolo: consignori di Costigliole Saluzzo, San Martino d'Asti Di nero, al capo d'argento, con il leone attraversante sul capo, dell'uno nell'altro, coronato d'oro, in atto di ascendere una scala a piuoli di oro (citato in SUBL) Motto: Fortezza |
|        | Tacoli (Modena, Verona) uccello tacola (taccolla simile al corvo) di nero sull'argento del troncato di argento e di rosso (citato in LEOM) |

### Tad
| Stemma | Casato e blasonatura |
| ------ | --- |
|        | Taddei (Fiesole) D'azzurro, a tre scaglioni scaglionati di rosso e d'oro, ciascuno cimato da un bisante pure d'oro (citato in ASFI) (DE) In Blau 3 mit roter Kugelspitze besetzte, rot-gold gesparrte Sparren, wobei nur die roten Sparren jeweils mit 1 Kugelspitze besetzt sind (citato in KHIF) |
|        | Taddei (Firenze) D'azzurro, a tre scaglioni scaglionati di rosso e d'oro, ciascuno cimato da una palla pure d'oro (citato in ASFI) 3 scaglioni di oro sormontati da 3 palle dello stesso caricati ciascuno su ambo i bracci da 3 scaglioni di rosso tutto su azzurro (citato in LEOM) |
|        | Taddei (Firenze) 3 scaglioni di oro sormontati da 3 palle dello stesso caricati ciascuno su ambo i bracci da 3 scaglioni di rosso tutto su azzurro - croce di Gerusalemme di argento su azzurro accompagnata ai lati da - 2 gigli di oro - crocetta di argento su rosso (citato in LEOM) |
|        | Taddei (Firenze) D'azzurro, a tre pesci d'argento, natanti l'uno sull'altro (citato in ASFI) |
|        | Taddei (Livorno) Troncato: nel 1° di rosso, alla croce doppia del campo, sormontata dal sole d'oro; nel 2° d'azzurro pieno; alla fascia d'argento, passata sulla troncatura e caricata di nove stelle a cinque punte d'oro (citato in ASFI) 9 stelle (5 raggi) di oro su fascia di argento su troncato di rosso e di azzurro - croce patriarcale di rosso cimata da - un sole raggiante di oro su rosso (citato in LEOM)               |
|        | Taddei (Pisa) Partito: nel 1° d'azzurro, a tre scaglioni scaglionati di rosso e d'oro, ciascuno cimato da una palla pure d'oro; nel 2° d'azzurro, a tre pesci d'argento, nuotanti uno sull'altro (citato in ASFI) |
|        | Taddei (San Miniato) D'azzurro, a tre scaglioni scaglionati di rosso e d'oro, ciascuno cimato da una palla pure d'oro (citato in ASFI) |
|        | Taddei (Sarzana, La Spezia, Santo Stefano di Magra, Orvieto) triangolo isoscele accompagnto da - 2 gigli posti in palo e da 2 stelle (6 raggi) poste in fascia in alto tutto di oro su azzurro (citato in LEOM) |
|        | Taddei (Cascia) 3 scaglioni di argento su nero (citato in LEOM) |
|        | Taddeo o Taddei di campo oscuro con una fassa al traverso rossa, e dentro vi sono tre monticelle d'oro e sopra detta fassa vi è una mella (?) d'oro (citato in ARCN) |
|        | Taddi (Pisa) Di rosso, a tre rose d'argento, 2.1, e al capo dell'Impero (citato in ASFI) |
|        | Tadei (Moncalieri) D'azzurro, al leone d'argento, armato di rosso, addestrato da una stella d'oro (citato in SUBL) |
|        | Tadeo (Cuneo) Campo oscuro con una fassa al traverso rossa e dentro vi sono tre monticelle d'oro e sopra della fassa vi è una stella d'oro (citato in SUBL) |
|        | Tadini (Martinengo, Crema, Romano di Lombardia, Lovere, Moncalvo, Torino) D'argento, allo scaglione di rosso, accompagnato da tre torri dello stesso, 2.1; con il capo dell'Impero (citato in ASFI) Motto: Ubi ratio, ibi fortuna profuga |
|        | Tadini Buoninsegni (Siena, Firenze) Partito: nel 1° di Tadini; nel 2° di Buoninsegni; sul tutto il capo dell'impero scaglione di rosso accompagnato da 3 torri a 2 merli alla ghibellina poste 2,1 dello stesso su argento - scaglione di oro accompagnato da 3 rocchi di scacchiere posti 2,1 dello stesso su rosso - aquila di nero su oro in capo (della seconda partizione) (citato in LEOM) Motto: Ubi ratio, ibi fortuna profuga |

### Tae
| Stemma | Casato e blasonatura |
| ------ | --- |
|        | Taeggia o Taeggi o Taegia (Vercelli) D'argento, al castello di rosso, sostenente un capo umano, armato, al naturale, con il capo d'oro, cucito, carico di un'aquila coronata, di nero (citato in SUBL) alias D'argento, al castello di rosso, merlato alla ghibellina, torricellato di due, aperto e finestrato del campo, sostenente un armigero al naturale, nascente, posto in profilo verso destra, con il capo d'oro, cucito, carico di un'aquila coronata, di nero (citato in SUBL) Motto: Genio et ingenio |
|        | Taegio (la blasonatura non è stata ancora caricata) (citato in DAlena) |

### Taf
| Stemma | Casato e blasonatura |
| ------ | --- |
|        | Taffini o Tafino (Savigliano) Titolo: marchesi di Acceglio, Graglia, Pollone e Sordevolo; conti di Genola; consignori di Ruffia D'azzurro, al leone, accompagnato in punta da tre mezzelune montanti, il tutto d'argento (citato in SUBL) Motto: Nos ancients |
|        | Taffona (Ovada) Troncato: nel 1° d'oro, all'aquila col volo abbassato e rivoltata di nero; nel 2° di rosso, alle tre torte di nero, poste 1, 2 (citato in STOV) |
|        | Tafuri (Nardò) albero di pino al naturale nodrito su terrazzo di verde uscente dalla punta cimato da - una fenice al naturale tutto su azzurro - 2 nuvole di argento uscenti rispettivamente del canton sinistro e destro del capo - la sinistra caricata da un sole raggiante di oro - 2 saette (fulmini) di rosso uscenti dalle nuvole e convergenti sul pino su azzurro (citato in LEOM)        |
|        | Tafuri di Melignano (Nardò, Lecce) Titolo: nobile, predicato di Melignano d'azzurro al pino sulla pianura erbosa, sostenente una fenice mirante il sole d'oro uscente da una nuvola posta nell'angolo superiore destro dello scudo, con un'altra nuvola posta nell'angolo superiore sinistro, il tutto al naturale, da ciascuna nuvola una saetta di rosso fiancheggiante il pino (citato in PRTS) |

### Tag
| Stemma | Casato e blasonatura |
| ------ | --- |
|        | Tagliaborghi (Pistoia) D'oro, a due chiavi decussate di nero, legate di verde (citato in ASFI) |
|        | Tagliacosci (Firenze) Di rosso, al leone d'oro sostenuto da un monte di sei cime dello stesso, tenente in palo con le branche anteriori un coltello d'argento (citato in ASFI) alias Di rosso, al leone d'oro sostenuto da un monte di sei cime dello stesso, tenente in palo con le branche anteriori una spada d'argento (citato in ASFI) |
|        | Tagliaferri (Padova) braccio destro armato uscente da sinistra impugnante con la mano di carnagione una spada posta in banda nell'atto di colpire un elmo al centro posto di profilo al naturale sull'argento del troncato di argento e - sbarrato di argento e di rosso (citato in LEOM) |
|        | Tagliaferro (Ceva) Titolo: consignori di Saluzzo Fasciato d'oro e di nero, alla banda d'argento, carica di tre F, di nero (citato in SUBL) alias D'oro, a tre fasce di nero, con la banda d'argento, orlata di nero, carica di tre T alternate con tre F, di nero (citato in SUBL) |
|        | Tagliandini o Tagliardini o Tagliardino (Bresse, Caramagna) Troncato, al 1° di rosso, all'aquila coronata, di nero, cucita, al 2° partito d'argento e di nero (citato in SUBL) alias Troncato, al 1° di rosso, all'aquila di nero, cucita, coronata, beccata e membrata d'oro, al 2° partito d'argento e di nero (citato in SUBL) Motto: Indivisa sunt |
|        | Tagliano o Taliano (Cherasco) D'azzurro, all'agnello pasquale, d'argento (citato in SUBL) alias D'azzurro, all'agnello pasquale d'argento, con la banderuola di rosso, crociata d'argento (citato in SUBL) alias D'azzurro, all'agnello pasquale, seduto, riguardante, d'argento (citato in SUBL) |
|        | Taglianti o Talianti o Talliante (Ivrea) Titolo: consignori di Gerbola, Lessolo D'oro, alla banda di rosso (citato in SUBL) |
|        | Tagliapietra o Taiapiera (Venezia) (citato in RIET) |
|        | Tagliatti o Tagliati (Ferrara, Codigoro, Lagosanto) Trinciato d'argento e di rosso alla banda d'azzuro, attraversante, accompagnato in capo da un leone di rosso (citato in Piero Vigano, Famiglie Antiche, pagg. 173-174) |
|        | Tagliavacca (Milano, Bologna) monte a 3 cime distaccate tra loro di azzurro su argento - la più alta cimata da croce patriarcale di azzurro su argento - aquila di nero coronata di oro su oro (citato in LEOM) |
|        | Tagliavia o Capotumulo o Tagliavia d'Aragona (Sciacca, Palermo, Napoli) Titolo: principe di Castelvetrano; principe del S. R. I.; duca di Alagona, Terranova; marchese d'Avola; conte del Borgetto; barone del Castello di Bilici e Timparossa, Castelvetrano; Grandi di Spagna (proposta di blasonatura: d'azzurro, al palmizio di verde sradicato d'argento e fruttato di due caschi di datteri d'oro) d'azzurro alla palma al naturale, fruttata d'oro e sradicata dello stesso (citato in PRTS) d'azzurro, con un albero di palma fruttifero d'oro e fogliato di verde (citato in NBSC) albero di palma sradicato al naturale fruttato di 2 pezzi di oro su azzurro (citato in LEOM) Mantello di velluto frangiato d'oro, sormontato dalla corona di principe del S. R. Impero (Cenno storico in Famiglie nobili di Sicilia (archiviato dall'url originale il 5 marzo 2016).) Ulteriore ragguaglio storico in Famiglie nobili di Sicilia (archiviato dall'url originale il 5 marzo 2016).                                  |
|        | Tagliavia d'azzurro, alla palma sradicata d'oro (citato in MONT pag. 146) |
|        | Tagliavia (Sciacca) Titolo: marchese di San Giacomo d'oro al palmizio di verde, fruttato nel campo (citato in PRTS) albero di palma di verde sradicato fruttato di oro su oro (citato in LEOM) alias d'azzurro, al palmizio al naturale, fruttato di due grappoli d'oro e sradicato dello stesso (citato in Mango) alias di rosso a quattro pali d'oro, la palma al naturale fruttifera d'argento (citato in PRTS) alias di rosso, a quattro pali d'oro e la palma dello stesso fruttifera d'argento attraversante sul tutto (citato in Mango) albero di palma sradicato di oro fruttato di argento su 3 (sic !) pali di oro su rosso (citato in LEOM) alias spaccato: nel 1° di rosso a tre palme al naturale fruttate d'oro, nodrite sul terreno erboso; al 2° d'argento all'ancora di nero uscente dal mare al naturale, con una stella d'oro cucita al cantone sinistro dello scudo (citato in NBSC) Motto: Semper vigilans (Cenno storico in Famiglie nobili di Sicilia (archiviato dall'url originale il 5 marzo 2016).) |
|        | Tagliavia (Palermo) Titolo: conti partito nel 1° di rosso a tre palmizi al naturale fruttati d'oro, nel terreno erboso; nel 2° d'argento all'ancora di nero uscente dal mare al naturale, sormontata a sinistra da una stella d'oro (citato in PRTS) 3 alberi di palma al naturale nodriti su terrazzo di verde uscente dalla punta su rosso - ancora di nero a 2 marre uscente da un mare al naturale su argento - stella (5 raggi) di oro posta in alto a destra su argento (citato in LEOM) Motto: Semper vigilans |
|        | Tagliavia d'Aragona (Napoli) Titolo: marchesi d'azzurro alla palma sradicata al naturale, fruttata d'oro (citato in PRTS e in NBNA) |
|        | Taglieschi (Anghiari) Di..., al coltello di..., posto in palo e accollato da un breve di..., caricato del motto PER FAR DOVERE, in caratteri gotici di... alias Inquartato: nel 1° e 4° di..., al coltello di..., posto in palo e accollato da un breve di..., caricato del motto PER FAR DOVERE, in caratteri gotici di...; nel 2° e 3° fasciato ondato di... e di... (citato in ASFI) |
|        | Taglietti (Firenze) Troncato di... e di..., alla figura umana nuda di carnagione attraversante e tenente nella mano destra un ramo di palma di... (citato in ASFI) |
|        | Taglini (Firenze) D'azzurro, al leone d'oro e alla banda attraversante di rosso (citato in ASFI) |
|        | Taglioca (Pistoia) Interzato in fascia: nel 1° di verde, alla stella d'oro, nel 2° di rosso, a due filetti in fascia d'azzurro; nel 3° d'oro, al crescente montante di verde alias Troncato: nel 1° di verde, alla stella a otto punte d'oro; nel 2° d'oro, al crescente montante di verde; alla fascia di rosso passata sulla troncatura e caricata di due filetti in fascia d'azzurro (citato in ASFI) |

### Tai
| Stemma | Casato e blasonatura |
| ------ | --- |
|        | Taini (Piacenza) braccio destro armato di argento uscente da destra impugnante con la mano di carnagione una spada di argento posta in palo punta in alto accompagnata da - 3 stelle (5 raggi) di argento poste 1,2 tutto su rosso (citato in LEOM)                  |
|        | Taini (Piacenza) 3 stelle (6 raggi) di oro poste 1,2 su azzurro - braccio destro armato di argento uscente da destra impugnante con la mano di carnagione una spada di argento posta in palo punta in alto su rosso (citato in LEOM)                                 |
|        | Taioli (Pistoia, Pisa) D'oro, al rincontro di bue di rosso (citato in ASFI) (DE) In Gold 1 roter Stierkopf in der Ortstelle (citato in KHIF) alias D'oro, al rincontro di bue di rosso, sostenente una lettera T di nero, posta in mezzo alle corna (citato in ASFI) |

### Taj
| Stemma | Casato e blasonatura |
| ------ | --- |
|        | Tajani (Vietri sul Mare) Titolo: patrizio cavense d'azzurro al grifone rampante d'oro poggiante sulla vetta di un monte verde di tre cime, attraversato da una fascia di rosso, e guardante una stella d'oro ad otto raggi posta nel canton destro (citato in NBNA) Notizie storiche in Nobili napoletani. |
|        | Tajapietra o Tagliapietra (Venezia) 4 bande ristrette di oro - tra le 2 bande interne 6 quadrelli appuntati in banda dello stesso tutto su azzurro (citato in LEOM) |

### Tal
| Stemma | Casato e blasonatura |
| ------ | --- |
|        | Talamanca (Sicilia) Titolo: signore di Ragalcidi, Ambuali, Sanbenedetto, Ambigalli, Delia; barone di Etna, Sutera, Mussomele, Vicari, Misilmeri; conte di Lipari; marchese di Malta fusellato d'oro e d'azzurro (citato in Mango e in NBSC) Corona di barone (Cenno storico in Famiglie nobili di Sicilia (archiviato dall'url originale il 5 marzo 2016).) |
|        | Talamelli (Cesena) (la blasonatura non è stata ancora caricata) (citato in BLCW) Immagine in Blasone Cesenate. |
|        | Talamo (Napoli, Roma) fascia di argento accompagnata in capo da - 3 stelle (6 raggi) di oro poste in fascia tutto su azzurro (citato in LEOM) |
|        | Talamo Atenolfi (Avellino, Napoli, Roma) Titolo: marchese di Castelnuovo Cilento inquartato: 1° e 4° d'azzurro alla fascia d'argento sormontata da tre stelle d'oro in fascia (Talamo), 2° e 3° troncato d'azzurro e d'oro da una fascia d'argento caricata di tre pali di rosso e sostenente due leoni al naturale nascenti, sormontati di tre stelle d'argento in fascia (citato in PRTS) fascia di argento accompagnata in capo da - 3 stelle (6 raggi) di oro poste in fascia tutto su azzurro - 3 pali di rosso su fascia di argento su troncato di azzurro e di oro - 2 leoni rampanti nascenti dalla fascia al naturale sormontati da - 3 stelle (6 raggi) di argento poste in fascia sull'azzurro (citato in LEOM) |
|        | Talamo di Massanova (Napoli, Roma) Titolo: marchese di Castelnuovo Cilento, col predicato di Massanova d'azzurro alla fascia d'argento sormontata da tre stelle d'oro (citato in PRTS) |
|        | Talani Filipetri (Firenze) D'azzurro, alla croce di sant'Andrea d'argento (citato in ASFI) |
|        | Talci (Cesena) (d'azzurro, a tre bande d'oro) (citato in BLCW) Immagine in Blasone Cesenate. |
|        | Talducci (Firenze) D'argento, all'albero di verde nodrito su un monte di sei cime dello stesso (citato in ASFI) |
|        | Talducci (Prato) D'argento, al capro saliente di nero, e alla banda diminuita attraversante di rosso (citato in ASFI) |
|        | Talei (San Gimignano) D'azzurro, a due scaglioni di rosso accompagnati in punta da un crescente montante d'argento (citato in ASFI) |
|        | Talenti (Firenze) D'azzurro, a tredici stelle a otto punte d'argento, 3.4.3.2.1 alias D'argento, al massacro di cervo di rosso alias Troncato: nel 1° d'argento, al massacro di cervo di rosso; nel 2° d'azzurro, a tredici stelle a otto punte d'argento, 3.4.3.2.1 alias Troncato: nel 1° d'argento, al massacro di cervo di rosso; nel 2° d'azzurro, a tredici stelle a otto punte d'argento, 4.3.3.2.1 (citato in ASFI) |
|        | Talenti (Toscana) (DE) Unter silbernem Schildhaupt, darin 1 abgerissener roter Hirschkopf, 1 mit sechsstrahligen silbernen Sternen besätes blaues Feld (citato in KHIF) |
|        | Talenti (Lucca) D'azzurro, a cinque bisanti d'oro ordinati in croce, 1.3.1, impressi su ciascuno tre gigli, 2.1 (citato in ASFI) |
|        | Talenti e Talenti Casati Fiorenza (Milano) Titolo: marchesi di Conturbia; conti di Olengo; signori di Castellazzo Novarese D'oro, al monte di verde, di tre cime, sostenente un gallo, al naturale, addestrato da una pianticella di frumento, d'oro, nutrita sul monte e sormontata da un breve, d'argento, svolazzante in fascia e scritto con il motto "Vigilate" alias Inquartato, al 1° gran quarto, controinquartato, a) e d) d'oro, a sei tortelli di rosso, due su due, b) e c) d'argento, a tre trifogli di nero, ordinati in palo, al 2° gran quarto troncato, a) d'oro, a quattro fasce di rosso, b) d'argento, al busto di re, al naturale, coronato ed incatenato d'oro, la partizione tra il 1° e 2° quarto carica di un palo di rosso, sovraccaricato di un'aquila d'oro, al 3° gran quarto, contro inquartato in decusse, d'azzurro, alla caldaia scaccata di rosso e d'oro, e d'argento, a cinque code d'ermellino, di nero, poste in decusse, con la bordatura composta di Leone e di Castiglia, al 4° gran quarto, partito a) d'oro, a quattro pali di rosso, b) contro inquartato in decusse, d'oro a cinque pali di rosso, e d'argento, all'aquila di nero, coronata d'oro; sul tutto di Talenti alias D'oro, al monte di verde, di tre cime (citato in SUBL) |
|        | Talenti (Reggio Emilia) aquila di argento su rosso - torre merlata di 3 pezzi alla guelfa aperta e finestrata di nero uscente dalla partizione di argento affiancata da - 2 stelle (6 raggi) di oro tutto su azzurro - 2 leoni controrampanti di oro tutto su argento (citato in LEOM) |
|        | Talentoni (Cesena, Forlì) corona al naturale sull'argento del troncato di argento e di azzurro - 2 lettere maiuscole P e T di nero sull'azzurro (citato in LEOM) |
|        | Talentoni (Cesena) (la blasonatura non è stata ancora caricata) (citato in BLCW) Immagine in Blasone Cesenate. |
|        | Talevitch o Tallevici (Sanremo, Bucarest (Romania)) donna vestita troncata di azzurro e di rosso col capo e le spalle velate di argento seduta in maestà su un orso di nero fermo gualdrappato di azzurro su argento - bordura di azzurro (citato in LEOM) |
|        | Taliacarne o Tagliacarne (Genova) banda di oro accompagnata da - 6 stelle (6 raggi) dello stesso poste in doppia banda tutto su azzurro (citato in LEOM) |
|        | Taliani (Cesena) (la blasonatura non è stata ancora caricata) (citato in BLCW) Immagine in Blasone Cesenate. |
|        | Talianini (Trevi) (la blasonatura non è stata ancora caricata) Notizie storiche nel sito della Associazione Pro Trevi. |
|        | Talice (Alice Belcolle) Titolo: consignori di Scaletta Altesino Semipartito e troncato; al 1° d'azzurro, al sole addestrato, d'oro e allo specchio quadrilungo, d'argento, posto nel punto sinistro della punta; al 2° d'oro, all'aquila coronata, di nero; al 3° sbarrato di otto pezzi, d'oro e di rosso (citato in SUBL) |
|        | Talini (Pistoia) Partito: nel 1° d'azzurro, alla sbarra d'argento bordata di rosso, accompagnata da due stelle a otto punte d'oro, 1.1; nel 2° di rosso, al leone d'oro (citato in ASFI) sbarra di argento bordata di rosso accompagnata da - 2 stelle (8 raggi) di oro poste in banda tutto su azzurro - leone rampante di oro su rosso (citato in LEOM) alias Partito: nel 1° d'azzurro, alla fascia d'argento bordata di rosso, accompagnata da due stelle a otto punte d'oro, 1.1; nel 2° di rosso, al leone d'oro (citato in ASFI) |
|        | Tallandini (Bagnacavallo) 9 palle di oro poste in tripla fascia 3,3,3 caricate ognuna di una lettera T maiuscola di nero su rosso - 3 stelle (8 raggi) di argento poste in fascia su azzurro in capo (citato in LEOM) |
|        | Tallarigo (Catanzaro, Napoli) Titolo: baroni di Zagarise e Sersale troncato nel 1° d'azzurro, nel 2° d'argento a tre fasce di nero, attraversato da una colonna spezzata, accollata da un ramo d'alloro al naturale e ad un leone coronato d'oro, la colonna accompagnata alla sua base da tre palle d'oro (citato in PRTS) colonna di marmo al naturale spezzata accollata da un ramo di alloro di verde e afferrata dalle zampe anteriori di - un leone rampante di argento coronato di oro testa rivolta posto dietro la colonna su troncato di azzurro e di argento a 3 fasce di nero accompagnate da 3 piccole palle di oro poste 1,2 in punta (citato in LEOM) |
|        | Talleyrand Perigord (Francia) 3 leoni rampanti di oro coronati di azzurro posti 2,1 su rosso (citato in LEOM) |
|        | Talon Sampieri (Bologna) scaglione di oro accompagnato da - 3 lune montanti di argento poste 2,1 cimate ciascuna da una spiga posta in palo di oro tutto su azzurro - cane levriere rampante di oro collarinato di rosso su azzurro (citato in LEOM) |
|        | Talpone (Arignano, Chieri) Titolo: conti di Montariolo D'oro, alla campagna di argento, cucita, sostenente una talpa (talpone) al naturale; con il capo d'azzurro, carico di sei stelle (6), d'argento, ordinate in fascia (citato in SUBL) |
|        | Talucci (Pisa) Partito e controtroncato ondato di... e di... (citato in ASFI) |
|        | Taluccini (Pistoia) D'azzurro, al leone d'oro e alla banda attraversante d'argento caricata di una palla scaccata d'argento e di rosso; il tutto abbassato sotto il capo cucito d'Angiò (citato in ASFI) |

### Tam
| Stemma | Casato e blasonatura |
| ------ | --- |
|        | Tamagnini (Firenze) D'argento, a cinque piante di rosaio al naturale, fiorite di rosso e nodrite sulle cime esterne di un monte di sei cime d'azzurro (citato in ASFI) (DE) In Silber 1 schwebender blauer Sechsberg, besetzt mit 7 grün beblätterten roten Blumen (citato in KHIF) |
|        | Tamajo (Sicilia) D'Azzurro, con un leone coronato d'oro, tenente un ramo di fiori di gigli del medesimo (citato in NBSC) (Cenno storico in Famiglie nobili di Sicilia (archiviato dall'url originale il 5 marzo 2016).) |
|        | Tambella (la blasonatura non è stata ancora caricata) (citato in DAlena) |
|        | Tambelli (Vasto) Stemma: troncato: nel 1 d'argento ai due colombi di rosso affrrontati; nel 2 d'azzurro a tre sbarre d'oro. Alla divisa di nero (citato in DAlena) |
|        | Tambellini (Rimini, Ferrara) filetto in croce caricato da una palla di oro su inquartato di verde e di rosso - aquila bicipite coronata di nero su oro in capo (citato in LEOM) |
|        | Tambelloni (Toscana) (DE) Blau-grün geteilt: Oben 1 schwebende zweitürmige silberne Burg, besetzt mit 1 roten Flamme, unten 2 hintereinander laufende Hunde, der vordere silbern, der hintere schwarz (citato in KHIF) |
|        | Tamborini (Cesena) (la blasonatura non è stata ancora caricata) (citato in BLCW) Immagine in Blasone Cesenate. |
|        | Tamburelli (Bagnara, Voghera) Titolo: consignori di Pietragravina Troncato cuneato d'oro e d'azzurro, alla fascia del secondo, carica di una stella del primo, attraversante, con il capo d'oro, cucito, carico di un'aquila coronata, di nero (citato in SUBL) |
|        | Tamburini (Firenze) D'azzurro, alla fascia diminuita d'argento, accompagnata in capo da una crocetta patente di rosso e in punta da un tamburo al naturale, sostenente due bacchette dello stesso appuntate in pila alias D'azzurro, al tamburo al naturale posto in banda, sostenente due bacchette dello stesso appuntate in pila, e al capo d'argento caricato di una crocetta di rosso (citato in ASFI) |
|        | Tamburini (Ferrara) tamburo sostenente 2 bacchette divergenti in banda e in sbarra tutto di argento su azzurro - capo d'Angiò (citato in LEOM) |
|        | Tamburri (Molise) (la blasonatura non è stata ancora caricata) (citato in DAlena) |

### Tan
| Stemma | Casato e blasonatura |
| ------ | --- |
|        | Tana (Chieri, Germania) Titolo: marchesi di Avigliana, Cambiano, Entraque, Verolengo; conti di Limone, Santena; signori di Lucento; consignori di Castelvecchio, Cavallerleone, Genola, Torre Valgorera, Villar Almese Spaccato d'azzurro e d'oro, a 6 stelle, ordinate 3 sul primo in fascia, 3 sul secondo, 2 e 1, dell'uno nell'altro (citato in DAlena) Troncato d'azzurro e d'oro, il 1º a tre stelle, ordinate in fascia, il 2º a tre stelle, 2 e 1, il tutto dell'uno nell'altro (citato in SUBL) Cimiero: una tigre d'oro macchiata di nero Motto: De bien en mieux |
|        | Tanagli (Firenze) Di rosso, al leone d'oro e alla banda diminuita attraversante d'azzurro, caricata di tre tenaglie d'oro poste nel senso della pezza (citato in ASFI) (DE) In Rot 1 goldener Löwe, überdeckt von 1 blauen, der Figur nach mit 3 goldenen Kneifzangen belegten Schrägbalken (citato in KHIF) |
|        | Tanagli (Volterra, Firenze) D'azzurro, alla tenaglia d'argento posta in palo, e al capo cucito d'Angiò (citato in ASFI) |
|        | Tanaglia (Toscana) (DE) In Silber 1 roter Löwe, überdeckt von 1 blauen, der Figur nach mit 3 goldenen Kneifzangen belegten Schrägbalken (citato in KHIF) |
|        | Tanara (Roma) (la blasonatura non è stata ancora caricata) (Immagine nell' Archivio Storico Capitolino.) |
|        | Tanari (Bologna) troncato: nel 1º (di Paolo V ?); nel 2º di rosso, al crescente montante d'argento; il tutto al capo dell'impero (citato in DOLF pag 700) |
|        | Tanari (Bologna, Firenze) aquila coronata di nero su oro - drago passante di oro su azzurro - luna montante di argento su rosso (citato in LEOM) |
|        | Tanay de Nerli (Firenze, Castelfioren tino) fascia di oro su palato di rosso e di argento (citato in LEOM) |
|        | Tanci (Siena) Di rosso, a due rami di palma decussati d'oro, accompagnati da due stelle a otto punte dello stesso, una in capo e una in punta (citato in ASFI) |
|        | Tanciani (Cortona, Arezzo) D'oro, all'albero di pino al naturale, fruttifero dello stesso, nodrito su un monte di tre cime d'oro uscente dalla punta, e sormontato da quattro stelle a otto punte dello stesso ordinate in capo (citato in ASFI) |
|        | Tanciani Mini partito: nel 1ºd'azzurro, al pino al naturale, nodrito in un monte di tre cime d'oro, e sormontato da tre stelle (6) male ordinate dello stesso; nel 2º pure d'azzurro, al giglio accostato da tre palle, due in capo e una in punta, il tutto d'oro (citato in MONT pag. 48) |
|        | Tancini o Tetii Benedetti (Perugia) (la blasonatura non è stata ancora caricata) (citato in UNFE) Immagine nella Biblioteca Estense Universitaria (id. 7299). |
|        | Tancredi (Siena, Pistoia) D'oro, all'aquila dal volo abbassato di nero, talvolta coronata del campo, accollante uno scudetto inquartato decussato d'oro e d'azzurro (citato in ASFI) alias Inquartato decussato d'oro e d'azzurro (citato in ASFI) (DE) Gold-blau schräggeviert (citato in KHIF) |
|        | Tancredi (Pisa) Di..., a quattro pali di..., e al capo dell'Impero (citato in ASFI) |
|        | Tanfani (Ancona, Falconara, Roma, Firenze) albero al naturale nodrito su terrazzo di verde uscente dalla punta su azzurro - 3 saette (fulmini) guizzanti dall'alto dello scudo e convergenti verso l'albero di oro su azzurro (citato in LEOM) |
|        | Tanfani (Pisa) 2 clave nodose in palo poste in fascia a sinistra di azzurro sull'oro del partito di oro e di azzurro e a destra capovolta di oro sull'azzurro (citato in LEOM) |
|        | Tanfani (Fiesole, Firenze) Inquartato: nel 1° di rosso, a quattro bande d'argento, e alla torre attraversante al naturale; nel 2° d'azzurro, al leone rivolto d'oro, sormontato da un cappello prelatizio di verde e attraversato dalla fascia d'argento caricata di tre crocette patenti di nero; nel 3° d'azzurro, al destrocherio armato al naturale, impugnante una bandiera d'argento caricata di una croce di rosso accantonata nel terzo quarto da un crescente rivolto dello stesso; nel 4° fasciato di sei pezzi, tre vaiati d'oro e d'argento e tre di rosso pieno; sul tutto partito d'azzurro e d'oro, a due clave poste in palo dell'uno nell'altro, quella di sinistra capovolta (citato in ASFI) |
|        | Tanfani del Lion d'Oro (Firenze) Partito d'oro e di rosso, a due clave poste in palo dell'uno nell'altro, accompagnate in capo da una stella a sei punte attraversante dell'uno all'altro (citato in ASFI) |
|        | Tani (Volterra) D'oro, alla testa e collo di cavallo di rosso; e al capo d'azzurro caricato di tre gigli di rosso ordinati fra i quattro pendenti di un lambello d'oro (citato in ASFI) |
|        | Tani (Siena) D'oro, allo scaglione di nero accompagnato da tre monti di tre cime dello stesso, 2.1 (citato in ASFI) |
|        | Tani (Firenze) Di..., al leone di..., e alla banda attraversante di... (citato in ASFI) |
|        | Tani (Firenze) D'azzurro, alla croce di sant'Andrea d'oro (citato in ASFI) |
|        | Tani (Empoli) Di..., al castello turrito di due pezzi di... (citato in ASFI) |
|        | Tani (Roma) (la blasonatura non è stata ancora caricata) (Immagine nell' Archivio Storico Capitolino (PDF).) |
|        | Tani (Volterra, Ferentino, Roma) 3 borse chiuse (per monete) di oro poste in palo su banda di argento su - leone rampante di oro su azzurro (citato in LEOM) |
|        | Tani del Bianco (Firenze) D'azzurro, al grifone d'argento (citato in ASFI) |
|        | Tanini o Tannini (Firenze) D'azzurro, al castello turrito di tre pezzi d'argento, aperto e finestrato del campo, accompagnato in punta da un monte di sei cime d'oro (citato in ASFI) (DE) In Blau 1 schwebende dreitürmige silberne Burg und 1 schwebender goldener Sechsberg untereinander (citato in KHIF) alias D'azzurro, al castello turrito di un pezzo d'argento, aperto e finestrato del campo, accompagnato in punta da un monte di sei cime d'oro (citato in ASFI) |
|        | Tantei (Siena) D'azzurro, al toro furioso d'oro accompagnato da due stelle a otto punte dello stesso, poste nei due cantoni del capo (citato in ASFI) |
|        | Tantesio (Monforte, Villafranca Piemonte) Di rosso, a tre fasce, la superiore e l'inferiore di verde, cucite, quella di mezzo d'argento, carica di tre stelle d'oro, cucite (citato in SUBL) |
|        | Tantini (Firenze) Inquartato di... e di..., a quattro stelle a otto punte dell'uno nell'altro (citato in ASFI) |
|        | Tantini (Firenze) D'argento, allo scaglione (talvolta scorciato) d'azzurro, sormontato dalla lettera maiuscola T d'oro e accompagnato in punta da una lettera A dello stesso; il tutto abbassato sotto tre gigli d'oro ordinati tra i quattro pendenti di un lambello di rosso (citato in ASFI) |
|        | Tantucci (Pistoia, Firenze) Di nero, allo scaglione d'oro accompagnato da tre corni da caccia dello stesso, 2.1 (citato in ASFI) |
|        | Tantucci (Siena) D'azzurro, al sole d'oro, posto in mezzo a tre stelle a sei punte dello stesso, 2.1 alias D'azzurro, al sole d'oro, posto in mezzo a tre stelle a sei punte dello stesso, 2.1; con il capo dell'Impero (citato in ASFI) |
|        | Tanucci o Tanucci del Lion Rosso (Stia, Pisa, Firenze) D'azzurro, alla gemella in banda d'oro, accompagnata da due stelle a otto punte dello stesso, 1.1 (citato in ASFI) (DE) In Blau 1 goldener Zwillingsschrägbalken, begleitet von je 1 achtstrahligen goldenen Stern an der Ort- und an der Schildfußstelle (citato in KHIF) alias D'azzurro, alla fascia d'oro caricata di una crocetta di rosso e accompagnata in capo da due stelle a otto punte d'oro, e in punta da un crescente montante d'argento (citato in ASFI) |
|        | Tanzi (Milano, Varese) lettera T maiuscola di oro su scudetto di azzurro su - leone rampante rivolto nascente dalla partizione di rosso su argento - 3 fasce di rosso di azzurro e di azzurro su oro - cavallo rampante al naturale nascente dalla punta brigliato di rosso su argento accompagnato dal motto posto in 2 pali "ARDUA SUPERANS" in lettere maiuscole di nero (citato in LEOM) |
|        | Tanzi di Blevio (Bari, Lecce) Titolo: patrizio di Bari, nobile d'argento a due fasce di rosso accompagnate nel capo da due gigli del medesimo colore (citato in PRTS) alias inquartato, nel 1° d'argento, al leone uscente di rosso, nel 2° e 3° d'oro, nel 4° d'argento, al cavallo al naturale (citato in PRTS) |
|        | Tanzi Mira(Milano) leone rampante rivolto nascente dalla partizione di rosso su argento - lettera T maiuscola di oro su azzurro - 3 fasce di rosso di azzurro e di azzurro su oro - cavallo rampante al naturale nascente dalla punta su argento (citato in LEOM) |
|        | Tanzini (Firenze) Troncato: nel 1° d'oro, all'aquila dal volo spiegato di nero, coronata del campo; nel 2° d'argento, allo scaglione di rosso accompagnato da tre torri al naturale, 2.1 (citato in ASFI) |

### Tao
| Stemma | Casato e blasonatura                                                                               |
| ------ | -------------------------------------------------------------------------------------------------- |
|        | Taoni (Firenze) D'azzurro, alla sbarra d'argento e alla banda attraversante d'oro (citato in ASFI) |

### Tap
| Stemma | Casato e blasonatura |
| ------ | --- |
|        | Tapparelli o Taparelli (Savigliano) Titolo: marchesi di Azeglio, Montanera; conti di Cortandone, Genola e Maresco, Lagnasco; signori di Montechiaro; consignori di Beinasco, Borgaro, Carpenea, Cervere, Tigliole Partito controfasciato, d'argento e di rosso Motto: = mater Dei, memento mei - D'acord, d'acord (citato in SUBL)        |
|        | Tappia (Messina, Napoli) di rosso, a sei conchiglie d'oro, ordinate 2, 2 e 2; alla bordura dello stesso, caricata da otto scudetti d'azzurro, alla fascia d'argento (citato in Mango) 6 conchiglie di oro poste in doppio palo su rosso - bordura di oro caricata da - 6 scudetti fasciati di rosso e di oro posti 3,2,3 (citato in LEOM) |

### Tar
| Stemma        | Casato e blasonatura |
| ------------- | --- |
|               | Tarabini Castellani (Carpi, Modena, Albinea) caprone rampante rivolto di verde su oro - torre al naturale uscente dalla partizione cimata da 3 torricelle coperte e acuminate su argento - rotella troncata di argento al busto di re (testa coronata) di profilo verso sinistra al naturale e di argento caricato di 3 fasce di azzurro tutto su oro (citato in LEOM) |
|               | Tarabini Castellani (Carpi, Modena, Albinea) torre al naturale merlata di 3 pezzi alla guelfa uscente dalla partizione aperta e finestrata di nero su argento - cavallo rampante di verde su oro - rotella troncata di argento al busto di re (testa coronata) di profilo verso sinistra al naturale e di - fasciato di azzurro e di argento tutto su oro (citato in LEOM) |
|               | Tarachia o Taracchino o Tarachino (Casale) Titolo: marchesi di Cerro; conti di Bauducchi; consignori di Terruggia, Villanova D'argento a due fasce, la superiore d'oro, orlata di rosso, carica di quattro T, di nero, alternati da tre vasi, di rosso, l'inferiore di nero; con il capo d'oro, cucito, carico di un'aquila di nero alias Troncato d'azzurro e di rosso, alla fascia d'argento sulla partizione, con il capo d'oro, carico di un'aquila, di nero, il capo sostenuto da una fascia di rosso, carica di quattro T di nero, alternati da tre vasi d'oro alias Trinciato di rosso e d'oro, alla T dell'uno nell'altro, con il capo d'oro, carico di un'aquila, di nero (citato in SUBL) |
|               | Tarachia Giordani (Livorno Vercellese) D'argento a due fasce, la superiore d'oro, orlata di rosso, carica di quattro T, di nero, alternati da tre vasi, di rosso, l'inferiore di nero; con il capo d'oro, cucito, carico di un'aquila di nero (citato in SUBL) |
|               | Taragno (Rondissone, Cherasco) D'azzurro, al pino sradicato, di verde, fustato e fruttato d'argento, sostenuto da due leoncini d'oro, lampassati di rosso, controrampanti, con il capo d'oro, carico di un'aquila di nero, linguata di rosso (citato in SUBL) |
|               | Tarallo (Noto, Palermo) Titolo: duca di Miraglia; marchese della ferla; barone di Baida e di Ferla d'azzurro all'albero al naturale sinistrato da un leone coronato con la testa rivoltata, tenente una mazza, il tutto d'oro (citato in PRTS) (citato in NBSC) d'azzurro, al leone coronato la testa rivoltata d'oro, tenente una mazza dello stesso, rampante ad un albero al naturale (citato in Mango) d'azzurro, con un leone coronato e rivoltato (solo la testa) d'oro, tenente una mazza del medesimo rampante ad un albero al naturale (citato in NBSC) albero sradicato al naturale accompagnato a destra da - un leone rampante coronato testa rivolta di oro tenente nelle zampe anteriori una mazza d'arme dello stesso tutto su azzurro (citato in LEOM) (Cenno storico in Famiglie nobili di Sicilia (archiviato dall'url originale il 12 maggio 2009).) Ulteriore ragguaglio storico in Famiglie nobili di Sicilia (archiviato dall'url originale l'11 ottobre 2017). |
|               | Taranto (Messina) Titolo: barone di Castania, Santamarina d'azzurro, alla mezzaluna crescente d'oro (citato in Mango) d'azzurro, con una luna crescente d'oro (citato in NBSC) (Cenno storico in Famiglie nobili di Sicilia (archiviato dall'url originale il 5 marzo 2016).) |
|               | Taras (Ozieri) leone rampante di oro posto su terrazzo di verde uscente dalla punta afferrante con le zampe anteriori una bilancia di argento sormontato da - una stella (8 raggi) di oro tutto su azzurro (citato in LEOM) |
|               | Tarchi (Firenze) Di rosso, alla fascia d'azzurro caricata di tre lettere maiuscole T d'oro, e accompagnata da due stelle a sei punte dello stesso in capo e da una stella a otto punte pure d'oro, in punta (citato in ASFI) alias Di rosso, alla banda abbassata d'azzurro caricata di tre lettere maiuscole T d'oro, e accompagnata da tre stelle a otto punte dello stesso, due in capo e una in punta (DE) In Rot 1 blauer abgeflachter Schrägbalken, belegt mit 3 Majuskelbuchstaben T und begleitet von 3 2:1 gestellten achtstrahligen goldenen Sternen (citato in KHIF) |
|               | Tarchiani (Firenze) D'oro, allo scaglione di rosso, accompagnato da una testa e collo di liocorno d'argento, uscente dalla punta dello scudo (citato in ASFI) |
|               | Tardini (Cardinale Domenico - Segretario di Stato del Vaticano dal 1958 al 1961) ... |
| StemmaTarditi | Tarditi (Novello) I tre rosoni dorati, indicano segretezza, simbolo proveniente dagli antichi che dipingevano sulla volta delle loro stanze una di queste rose, per far intendere che ciò che veniva detto lì, si doveva tacere. La clessidra in campo nero è simbolo di sincerità e di animo forte. La mezzaluna argentata in campo rosso indica che gli avi presero parte a qualcuna delle crociate contro gli infedeli. |
|               | Tarditi (Saluzzo) Di rosso, a tre nespole fogliate, d'oro (citato in SUBL) |
|               | Tarditi (Busca, Centallo, Torino) Titolo: nobili Di rosso, a tre nespole d'oro, gambute e fogliate di tre pezzi, di verde, 2, 1 (citato in SUBL) 3 nespole di oro fogliate di 4 pezzi di verde poste 2,1 su rosso (citato in LEOM) Motto: Violento vere viresco |
|               | Targiani (Napoli) Titolo: nobile dei marchesi troncato da una fascia di rosso: nel 1° d'azzurro al leone nascente accompagnato da tre stelle in fascia il tutto d'oro; nel 2° d'oro a due scaglioni d'azzurro (citato in PRTS) fascia di rosso su troncato di azzurro e di oro - leone rampante nascente dalla fascia sormontato da - 3 stelle (5 raggi) di oro poste in fascia sull'azzurro - 2 scaglioni di azzurro sull'oro (citato in LEOM) |
|               | Targioni (Firenze) D'azzurro, allo scaglione abbassato di rosso, cimato da un crescente montante d'argento e accompagnato in capo da tre stelle a otto punte d'oro, 1.2, e in punta da un giglio (talvolta bottonato) dello stesso (citato in ASFI) alias (DE) 1 nach oben gebogene Leiste, im Scheitel überdeckt von 1 liegenden Halbmond, begleitet oben von 3 achtstrahligen, 1:2 gestellten Sternen, unten von 1 gefüllten Lilie (citato in KHIF) |
|               | Tari o Tarri (Chieri) D'azzurro, a due bande d'argento Motto: Sustine (citato in SUBL) |
|               | Taricco o Tarico o Tarichi (Cuneo, Cherasco) Titolo: conte di Castelvecchio, Borgo S. Agata, Canosio, Stroppo Trinciato d'oro e d'azzurro, alla banda di rosso, doppio merlata, carica di cinque stelle, d'oro (citato in SUBL in ARCN) 5 stelle (5 raggi) di oro poste su banda doppiomerlata di rosso su trinciato di oro e di azzurro (citato in LEOM) trinciato d'oro e di azzurro, divisi da un tronco noderoso in banda di rosso, caricato di cinque stelle d'oro (citato in ARCN) Cimiero: una stella d'oro Motto: Semper in aurora |
|               | Tarino o Tarin (Trino, Torino) Titolo: conti di Melazzo; consignori di Cossombrato D'azzurro, a tre pali d'oro, con il capo del secondo, e con tre fringuelli (tarini) di verde, i superiori affrontati e caricanti il capo, l'inferiore caricante il palo di mezzo alias D'argento, a tre pali d'azzurro, con il capo del secondo, carico di una corona imperiale, al naturale (citato in SUBL) |
|               | Tarizzo (Favria, Torino) Inquartato, al 1° e al 4° d'azzurro, a tre stelle d'oro, male ordinate, al 2° e al 3° di rosso, a tre conchiglie d'argento, male ordinate Motto: Tendit in ardua virtus (citato in SUBL) |
|               | Tarlati o Tarlati di Pietramala (Arezzo) D'azzurro, a sei quadrati d'oro, 3.2.1 (citato in ASFI) (DE) In Blau 6 goldene Quadrate, 3:2:1 gestellt (citato in KHIF) alias D'azzurro, a sei quadrati d'oro, 3.2.1, con il capo dell'Impero (citato in ASFI) (Immagine nella Raccolta stemmi Trippini (JPG).) |
|               | Tarlati (Cesena) (la blasonatura non è stata ancora caricata) (citato in BLCW) Immagine in Blasone Cesenate. |
|               | Taroni o Tarone o Tarony o Tarony Saissi di Châteauneuf (Valenza, Roma, Nizza) Titolo: baroni Partito, al 1° d'azzurro, al laghetto, con due canne da esso nascenti, al naturale, al 2° d'argento, al fulmine di rosso armato d'oro, guizzante da una nuvola, al naturale, uscente dal cantone sinistro del capo, il tutto con il capo d'oro, carico di un'aquila coronata, di nero, sostenuto da una fascia in divisa, di rosso, carica di due stelle d'argento (citato in SUBL) 2 canne in palo poste in fascia su ristretto di palude tutto al naturale su azzurro - saetta (fulmine) di rosso posto in sbarra uscente da una nuvola di argento nel canton destro del capo su argento - aquila coronata di nero su oro in capo - 2 stelle (5 raggi) di argento su trangla di rosso (citato in LEOM) Motto: Potius mori quam foedari |
|               | Taroni (Bologna) guerriero armato di tutte pezze al naturale con l'elmo piumato di rosso cavalcante un leone corrente di oro su terrazzo di verde su argento - capo d'Angiò (citato in LEOM) |
|               | Tarquinia (Luserna, Pinerolo) Titolo: conti Fasciato d'oro e di verde, al toro d'oro, passante, cornato e unghiato d'argento Motto: Virtus unita fortior (citato in SUBL) |
|               | Tarragò o Terragò (Messina) troncato: d'argento e di rosso, all'albero di quercia di verde, al tronco d'oro, attraversante (citato in Mango) diviso, d'argento e di rosso, con un albero di quercia di verde con tronco d'oro, soprastante sul diviso (citato in NBSC) (Cenno storico in Famiglie nobili di Sicilia (archiviato dall'url originale il 5 marzo 2016).) |
|               | Tarrascona o Tarascona (Messina) vajato d'oro e di rosso (citato in Mango) |
|               | Tarsia (Cosenza) Scaccato d'oro e di rosso (citato in BLCL) |
|               | Tarsis (Brolo di Nonio, Como, Torino) Titolo: conti di Castel d'Agogna Troncato semipartito, al 1° d'oro, all'aquila al naturale coronata del campo, al 2° d'argento, allo scaglione di rosso, al 3° fasciato di rosso e d'argento, di sei pezzi (citato in SUBL) |
|               | Tarsis (Milano) aquila al naturale coronata di oro su oro - scaglione di rosso su argento - fasciato di rosso e di argento (citato in LEOM) |
|               | Tartagli (Siena) Fasciato di sei pezzi d'oro e d'azzurro; con il capo del secondo caricato di un crescente montante del primo alias Fasciato di sei pezzi d'oro e d'azzurro; con il capo del secondo caricato di un crescente montante d'argento alias Fasciato di sei pezzi d'oro e d'azzurro; con il capo del secondo caricato di un crescente montante del primo; il tutto abbassato sotto il capo di Santo Stefano alias Fasciato di sei pezzi d'oro e d'azzurro; con il capo del secondo caricato di un crescente montante d'argento; il tutto abbassato sotto il capo di Santo Stefano (citato in ASFI) |
|               | Tartaglione (Campania) (d'azzurro, al leone, linguato di rosso, addestrato da due spighe di grano in palo, sormontato da tre stelle (6) ordinate in fascia nel capo, il tutto d'oro) (citato in PRTS) |
|               | Tartaglioni (Siena) Partito: nel 1° di..., alla banda increspata di...; nel 2° di..., a quattro losanghe di..., 2.2, delle quali due mezze uscenti dalla partizione e due intere (citato in ASFI) |
|               | Tartagna e Tartagna Galardi (Orta) D'azzurro, al leone d'oro alias Troncato, al 1° d'argento, al braccio armato, tenente un martello, il tutto al naturale, al 2° d'azzurro, al leone d'oro alias Troncato d'argento e d'azzurro, al leone d'oro (citato in SUBL) |
|               | Tartari (Montefalco) (troncato d'azzurro, al sole d'oro sinistrato da un crescente montante d'argento, e di rosso, alla tartaruga rivoltata d'argento; al filetto in fascia d'oro attraversante sulla partizione) (citato in Degli Abbati) |
|               | Tartini (Fiesole, Firenze) D'azzurro, alla fascia diminuita di rosso, accompagnata da tre tini al naturale, 1.2 alias Partito: nel 1° come il precedente; nel 2° troncato d'oro e di verde, alla figura umana di carnagione (selvaggio) vestita di pelli al naturale, attraversante e tenente con la mano destra una clava al naturale appoggiata alla spalla (citato in ASFI) |
|               | Tarugi (Montepulciano, Siena, Firenze) D'azzurro, al toro furioso d'oro (citato in ASFI) (DE) In Blau 1 goldener Stier mit unterschlagenem Schwanz (citato in KHIF) alias D'azzurro, al toro furioso d'oro, al capo bandato doppiomerlato d'azzurro e d'oro (citato in ASFI) |
|               | Tarugi (Montepulciano, Parma) toro rampante di oro su azzurro (citato in LEOM) |
|               | Tarugi (Roma) (la blasonatura non è stata ancora caricata) (Immagine nell' Archivio Storico Capitolino (PDF).) |

### Tas
| Stemma | Casato e blasonatura |
| ------ | --- |
|        | Tasca (Bergamo, Brembate di Sotto) borsa chiusa da cordoni e fiocchi di oro su rosso (citato in LEOM) |
|        | Tasca (Bergamo, Brembate di Sotto) aquila di nero su oro - borsa abbottonata di nero a cordoni dello stesso su azzurro (citato in LEOM) |
|        | Tasca (Bergamo, Brembate di Sotto) torre di argento su scudetto di azzurro su - borsa abbottonata di oro su rosso - aquila di nero su oro (citato in LEOM) |
|        | Tasca (Bergamo, Brembate di Sotto) aquila bicipite di nero coronata di oro su scudetto dello stesso su - aquila bicipite di nero coronata di oro su azzurro - su borsa aperta con fiocchi e cordoni di oro su rosso (citato in LEOM) |
|        | Tasca (Bergamo, Brembate di Sotto) aquila bicipite di nero coronata di oro su azzurro - borsa al naturale aperta e sospesa con dei cordoni a una cintura di oro su oro (citato in LEOM) |
|        | Tasca (Bergamo, Brembate di Sotto) leone corrente coronato di oro su azzurro - borsa chiusa con fiocchi e cordoni tutto di azzurro su oro (citato in LEOM) |
|        | Tascheri o Taschery (Torino) D'azzurro, alla tasca serrata con i suoi cordoni, il tutto d'argento (citato in SUBL) |
|        | Tassalani (Cesena) (inquartato in decusse d'azzurro e d'oro) (citato in BLCW) Immagine in Blasone Cesenate. |
|        | Tassi (Firenze) Partito d'azzurro e d'argento, al monte di sei cime dell'uno all'altro, movente dalla punta, e sormontato da tre palle, 2.1, le due dell'uno nell'altro e l'una dell'uno all'altro (citato in ASFI) (DE) In Blau-silber gespaltenem Feld 1 schwebender Sechsberg, oben besetzt mit 1 Scheibe und darüber beidseitig begleitet von je 1 Scheibe, alles in verwechselten Tinkturen (citato in KHIF)                                                                  |
|        | Tassi (Piacenza) tasso passante al naturale su terrazzo di verde uscente dalla punta sormontato in alto da - 3 stelle (6 raggi) di argento poste in fascia tutto su azzurro (citato in LEOM) |
|        | Tassi (Piacenza) tasso corrente di nero su fascia di argento su rosso (citato in LEOM) |
|        | Tassi dell'Ancisa (Firenze) D'argento, all'albero sradicato al naturale, sostenuto da due capri controsalienti d'azzurro (citato in ASFI) |
|        | Tassinari (Modigliana, Firenze) D'azzurro, al cinghiale rampante al naturale alias Troncato: nel 1° d'azzurro, alla torre al naturale, sinistrata da un animale rampante di nero e caricata dello scudetto dei Medici, e alla banda diminuita attraversante d'oro; nel 2° d'oro, a tre pali di rosso (citato in ASFI) |
|        | Tassinari (Firenze) tasso rampante al naturale su rosso (citato in LEOM) |
|        | Tassinari (Firenze) filetto in banda di oro su - torre al naturale merlata alla guelfa di 4 pezzi uscente dalla troncatura caricata in alto da uno scudetto mediceo (6 palle poste in orlo di cui 5 di rosso e le superiore di azzurro caricata di 3 gigli di oro posti 2,1 su oro) accompagnata a destra da - un tasso rampante al naturale tutto su azzurro - 3 pali di rosso su oro (citato in LEOM)                                                                            |
|        | Tassini (Firenze) Di..., a tre animali (tassi) rampanti di..., 1.2, i due affrontati (citato in ASFI) |
|        | Tassini (Toscana) (DE) In Rot 3 schräggelegte silberne Dachse, 1:2 gestellt (citato in KHIF) |
|        | Tasso (Sorrento) troncato d'argento e d'azzurro; il primo caricato di un corno da caccia …, il secondo di un tasso passante al naturale (citato in GUCA pag. 538') |
|        | Tasso o Tassi o Taxis (Bergamo) corno di nero sospeso a una catena dello stesso su argento - tasso passante di argento su verde (citato in LEOM) |
|        | Tasso o Tassi o Taxis (Bergamo) 2 cornucopie incrociate di rosso con le bocche rigurgitanti di frutta di verde su argento - tasso passante di nero su verde (citato in LEOM) |
|        | Tasso o Tassi o Taxis (Bergamo) aquila bicipite di nero coronata di oro su argento - tasso passante al naturale su verde (citato in LEOM) |
|        | Tasso o Tassi o Taxis (Bergamo) aquila bicipite di nero coronata su ambo le teste alla reale di oro su oro - tasso passante al naturale su verde - sul tutto un corno rivolto sospeso a una catena di nero pendente dall'alto dello scudo (citato in LEOM) |
|        | Tasso o Tassi o Taxis (Bergamo) corno di oro retto da una catena dello stesso su argento - tasso passante di argento su terrazzo di verde uscente dalla punta su azzurro (citato in LEOM) |
|        | Tasso (Vobarno) tre piante di tasso piantate su tre monti collocati in punta e sormontate ciascuna da una stella a sei punte (citato in Piovanelli) |
|        | Tassoni d'oro, al tasso levato al naturale (citato in SPRE Vol. 3 pag. 33 e in MONT pag. 164) |
|        | Tassoni (Firenze) Di rosso, all'animale (tasso) rampante al naturale (citato in ASFI) |
|        | Tassoni (Modena, Montecchio, Roma) tasso rampante al naturale sormontato da - una aquila coronata di nero tutto su oro (citato in LEOM) |
|        | Tassoni (Roma, Torino) fascia di rosso su troncato di azzurro e di argento - luna montante di argento sull'azzurro - tasso passante al naturale su terrazzo di verde sull'argento (citato in LEOM) |
|        | Tassoni (Cesena) (la blasonatura non è stata ancora caricata) (citato in BLCW) Immagine in Blasone Cesenate. |
|        | Tassoni Estense (Modena) Titolo: marchesi di Palazzolo, Salasco; consignori di Ticinetto, Vignolo Inquartato, la linea di divisione orizzontale dell'inquartato merlata di sei pezzi, al 1º e 4º d'azzurro, all'aquila d'argento, coronata, rostrata e membrata, d'oro, al 2º e 3º d'oro, al tasso al naturale, rampante, e sul tutto, d'azzurro, a tre gigli, d'oro, 2, 1, con la bordura indentata d'oro e di rosso alias D'oro, al tasso rampante, al naturale (citato in SUBL) |

### Tat
| Stemma | Casato e blasonatura |
| ------ | --- |
|        | Tateo (Conversano, Turi, Rutigliano) d'azzurro all'aquila spiegata d'oro, accompagnata nel capo da due stelle di sei punte dello stesso, ordinate in fascia (citato in RTGL) Motto: Secutitateomparit                                         |
|        | Tattara (Bassano del Grappa, Padova) monte a 3 cime di verde uscente dalla punta su cui è nodrito un tronchetto di albero con ramoscello a destra fogliato di 3 pezzi dello stesso tutto su argento (citato in LEOM)                          |
|        | Tattoli (Molfetta) d'azzurro, alla palma al naturale piantata sopra una campagna di verde, e accostata da 2 leoni al naturale, controrampanti e affrontati, impugnanti ciascuno una spada d'argento e in atto di combattere (citato in ARMF}) |

### Tau
| Stemma | Casato e blasonatura |
| ------ | --- |
|        | Taurelli Salimbeni (Acquapendente) 4 quadrotti di argento posti in doppia fascia su rosso - toro rampante di nero su azzurro (citato in LEOM) |
|        | Tausch Mastiani Brunacci (Fiesole, Pisa) Fasciato di dieci pezzi d'argento e d'azzurro, all'albero attraversante al naturale, nodrito sul terreno dello stesso sul quale giace un cane d'argento attraversante al tronco alias Partito: nel 1° di rosso, al monte di sei cime di verde sostenente tre spighe d'oro, e con il capo dell'Impero; nel 2° d'argento, a due branche di leone decussate d'oro, accompagnate da tre bulbi (cipolle) al naturale, 2.1 alias Partito: nel 1° come il 1º tipo; nel 2° troncato: a/ partito, nel 1° d'oro, a due mazze decussate di nero, nel 2° troncato a/ d'azzurro, a tre rose d'oro ordinate in fascia sormontate da un'aquila bicipite di nero coronata dello stesso, b/ d'azzurro, alla lettera M d'oro sormontata da tre fiori al naturale ordinati in fascia; b/ troncato di rosso e d'argento, alla mano al naturale nel 1° reggente una bilancia d'oro nel 2° e a un fiore al naturale posto fra i piatti della bilancia, partito d'azzurro, a tre bande d'oro; allo scudetto troncato nel 1° scaccato d'oro e di rosso e nel 2° di nero alla fascia d'argento caricata di tre rose di rosso, attraversante sulla troncatura (citato in ASFI) |
|        | Taussig (Trieste, Roma) 2 triangoli inctrecciati di oro a forma di stella di Davide su azzurro - colomba della pace in volo in maestà di argento su rosso - bastone al naturale posto in banda accollato da un serpente di verde su rosso - torre di pietra al naturale uscente dalla punta chiusa in alto aperta e finestrata del campo su azzurro (citato in LEOM) |

### Tav
| Stemma | Casato e blasonatura |
| ------ | --- |
|        | Tavani (Chieri, Torino, Carignano, Avigliana) Titolo: consignori di Ceresole d'Alba Bandato d’oro e di rosso, le bande d’oro caricate di sei tafani di nero, 1, 3, 2 (citato in SUBL) |
|        | Tavani (Modena, Roma) monte fiorito muovente da terrazzo di verde uscente dalla punta intorno al quale svolazzano 5 tafani visti di dorso al naturale su argento - 3 stelle (6 raggi) poste in fascia di oro su azzurro in capo - trangla di rosso (citato in LEOM) |
|        | Tavanti (Arezzo, Cortona) Titolo: Nobili di Arezzo e di Cortona d'azzurro, al monte all'italiana di tre cime d'oro, sulla campagna di verde, sormontato da un crescente d'argento montante, accompagnato in capo da quattro stelle (6) d'oro ordinate in croce (citato in GUCA pag. 214) |
|        | Tavanti (Castiglion Fiorentino, Arezzo) monte a 3 cime di oro su terrazzo di verde uscente dalla punta sormontato da - una luna montante di argento che accompagna 4 stelle (6 raggi) di oro poste in orlo tutto su azzurro (citato in LEOM) |
|        | Tavanti (Castiglion Fiorentino, Arezzo) monte a 3 cime di oro sormontato da - una luna rovesciata di argento - 3 stelle (6 raggi) di oro poste in fascia in alto tutto su azzurro (citato in LEOM) |
|        | Tavanti (Cortona) monte a 3 cime ristrette di oro la centrale più alta cimate da una fiamma di rosso e sormontate - da una luna di argento - 3 stelle (6 raggi) poste 1,2 di oro in alto tutto su azzurro (citato in LEOM) |
|        | Tavanti (Arezzo) monte a 3 cime di nero su terrazzo di verde uscente dalla punta la cima superiore coronata di oro e sormontate da - una luna di argento e da - 3 stelle (6 raggi) poste 1,2 di oro in alto tutto su azzurro (citato in LEOM) |
|        | Tavanti (Arezzo, Cortona, Firenze) D'azzurro, al crescente rovesciato d'argento, sormontato da tre stelle a sei punte d'oro ordinate in capo, e accompagnato in punta da un monte di tre cime dello stesso alias D'azzurro, al crescente volto d'argento, sormontato da tre stelle a sei punte d'oro ordinate in capo, e accompagnato in punta da un monte di tre cime dello stesso, cimato da tre fiamme di rosso (citato in ASFI) |
|        | Taveggi (Roma) fascia di azzurro su troncato di oro e di argento - aquila coronata di nero sull'oro - 2 bande di rosso sull'argento (citato in LEOM) |
|        | Taveggi (Roma) fascia di verde su oro - aquila di nero posta sulla fascia - 2 sbarre di rosso in basso su oro (citato in LEOM) |
|        | Taveri (Monopoli) Titolo: nobili di Monopoli d’oro al grifone rampante di nero sostenuto da una montagna al naturale e tenente con la zampa destra un nastro con il motto: Soli Deo (citato in PRTS) grifo rampante di nero sostenuto da un monte al naturale uscente dalla punta tenente con la zampa destra un nastro svolazzante di argento caricato del motto in lettere maiuscole di nero "SOLI DEO" su oro (citato in LEOM) Motto: Soli Deo |
|        | Taverna (Sicilia) d’argento, a tre bande di nero (citato in Mango) |
|        | Taverna (Milano, Roma) 3 bande di nero su argento (citato in LEOM) |
|        | Taverna (Milano, Roma) bandato di nero e di argento - cane di argento collarinato di oro seduto su un cuscino di argento su uno zoccolo dello stesso mirante - una stella (8 raggi) di oro in alto a sinistra tutto su azzurro (citato in LEOM) (la blasonatura non è stata ancora caricata) (Immagine nella Raccolta stemmi Topoguz.) |
|        | Taverna (Cesena) (la blasonatura non è stata ancora caricata) (citato in BLCW) Immagine in Blasone Cesenate. |
|        | Tavernini (Toscana) (DE) 5mal silber-rot schräggeteilt (citato in KHIF) |
|        | Taviani (Pistoia) Palato di sei pezzi d'argento e di rosso alias Palato di sei pezzi d'argento e di rosso, alla palla attraversante d'azzurro posta in capo e caricata di tre gigli d'oro, 2.1 (citato in ASFI) |
|        | Taviani (Pistoia, Prato) Di rosso, alla croce di sant'Andrea di vaio, accompagnata in capo da una stella a sei punte d'oro (citato in ASFI) |
|        | Taviano (Sant’Angelo in Brolo) Titolo: barone di Frangioglio, Sagani e Piano Croce partito: nel 1° di verde alla banda d’argento seminata d’oro, con una colomba posta sulla banda, accompagnata da un giglio d’oro posto nel cantone sinistro ed in punta dal mare al naturale dal quale sorge un sole d’oro; 2° d’azzurro al leone d’oro; di verde al guerriero armato e tenente nella destra una clava (citato in PRTS) partito: nel primo di verde, alla banda d’argento seminata di stelle d’oro con una colomba posata sulla banda; essa banda accompagnata da un giglio d’oro, posto nel canton sinistro del capo ed in punta da un mare al naturale dal quale sorge il sole pure al naturale; nel secondo troncato (a) d’azzurro al leone d’oro; (b) di verde al guerriero posto di fronte, armato di tutto punto, tenente nella destra una clava (citato in Mango e in NBSC) banda di argento seminata di stelle (5 raggi) di oro sormontata da - una colomba di profilo di argento su verde - giglio di oro in alto a destra - mare al naturale uscente dalla punta da cui sorge un sole raggiante di oro tutto su verde - leone rampante di oro su azzurro - guerriero armato di tutte pezze posto in maestà reggente in destra una clava posta in palo su verde (citato in LEOM) (Cenno storico in Famiglie nobili di Sicilia (archiviato dall'url originale il 5 marzo 2016).) |
|        | Tavuli (Tropea) di azzurro ai tre monti di verde all’italiana sul centrale un pino con sopra un’aquila nidificante (citato in BLCL) Immagine in Tropea Magazine. |

### Tax
| Stemma | Casato e blasonatura |
| ------ | --- |
|        | Taxis Bordogna o Valnigra (Trento, Villa San Giorgio) aquila bicipite di nero coronata di oro su oro - campagna di azzurro caricata di un tasso passante di argento - scaglione di rosso sovrapposto ad uno uguale rovesciato su argento - grifo rampante di argento coronato di oro su rosso su - campagna bandata di rosso e di nero (4 pezzi) caricata di una palla di oro (citato in LEOM) |

### Taz
| Stemma | Casato e blasonatura |
| ------ | --- |
|        | Tazzi (Firenze) D'azzurro, al leone d'oro, e alla banda diminuita attraversante di rosso, caricata di tre compassi d'oro posti nel senso della pezza (citato in ASFI) (DE) In Blau 1 goldener Löwe, überdeckt von 1 roten, der Figur nach mit 3 goldenen Zirkeln belegten Schrägbalken (citato in KHIF) alias D'azzurro, al leone d'oro, e alla banda diminuita attraversante di rosso, caricata di tre tenaglie d'oro posti nel senso della pezza (citato in ASFI) |